# Janusz Uklejewski
Janusz Bogdan Uklejewski (ur. 21 maja 1925 w Grudziądzu, zm. 17 lutego 2011 w Gdyni) – artysta fotografik, archiwista Pomorza.  

## Życiorys
Urodził się w rodzinie Jana (1897–1973), uczestnika powstania wielkopolskiego, i Rozalii z domu Kaczmarczyk (1898–1974), krawcowej. Zawodu fotografa uczył się podczas II wojny światowej, w latach 1940–1944, w zakładzie Ireny Złotnickiej, w Dęblinie. Tam pracując wykonał i zachował nielegalnie 65 odbitek z filmu przekazanego przez jednego z członków załogi niemieckiego obozu dla jeńców rosyjskich i włoskich w Dęblinie (Stalag 307) do wywołania i reprodukcji. Przekazał je Rosjanom tuż po zajęciu tego miasta (lipiec 1944). Materiał ten stał się jednym z istotnych elementów śledztwa podjętego w 1947 przez polsko-rosyjską Komisję dla zbadania działalności i określenia liczby ofiar tego obozu.
W latach 1945–1948 był żołnierzem I Samodzielnego Batalionu Morskiego Marynarki Wojennej. Był fotoreporterem Wojskowej Agencji Fotograficznej (1948–1952), Centralnej Agencji Fotograficznej w Warszawie (1952–1990) oraz redakcji „Gazety Morskiej”, „Marynarza Polskiego” i „Morza”.
Autor kilkuset wydanych pocztówek z polskimi statkami, okrętami, portami i latarniami morskimi, w których wykształcił swój indywidualny styl fotografowania tego rodzaju obiektów.
Od 1951 był członkiem rzeczywistym Związku Polskich Artystów Fotografików (nr legitymacji 103).
Dwukrotnie żonaty. Pierwszą żoną była Henrietta z domu Szymańska (1923–1992), pielęgniarka, z którą miał córkę Bożenę po mężu Kołodziej (ur. 1949) i syna Jerzego (ur. 1950). Po raz drugi ożenił się z Haliną z domu Chudoba (zm. 2011), księgową.
Zmarł w Gdyni, pochowany 22 lutego 2011 w grobie rodzinnym na cmentarzu Witomińskim (sektor 53-19-19).

## Wystawy indywidualne (wybór)
- „Fotografie Janusza Uklejewskiego” – BWA, Sopot (1949)
- „Jubileusz 50-lecia Gdyni” – Gdynia (1976)

## Wystawy zbiorowe (wybór)
- „Salon Fotografii Polski Północnej” (Grand Prix-Złocisty Jantar) – Gdańsk (1962)
- World Press Foto – Haga, Holandia (wyróżnienie)
- Interfoto (wyróżnienie) – Praga, Czechosłowacja
- „Początek drogi. Sierpień 1980 – grudzień 1981” – Muzeum Narodowe, Warszawa (2005)

## Fotografie w zbiorach
- Archiwum Państwowe – Gdańsk
- Muzeum Miasta – Gdynia
- Muzeum Marynarki Wojennej – Gdańsk
- Muzeum Historii Miasta – Gdańsk
- Archiwum Dokumentacji Mechanicznej – Warszawa
- Archiwum Fotograficzne CAF/PAP
- Muzeum Narodowe w Gdańsku
- Europejskie Centrum Solidarności
- PAN Biblioteka Gdańska

## Ordery i odznaczenia
- Krzyż Oficerski Orderu Odrodzenia Polski
- Krzyż Kawalerski Orderu Odrodzenia Polski (1976)
- Złoty Krzyż Zasługi
- Odznaka honorowa „Zasłużony Pracownik Morza” (1970)
- Odznaka honorowa „Zasłużonym Ziemi Gdańskiej” (1983)
- Czechosłowacki Medal za Odwagę w Obliczu Nieprzyjaciela (1947)

Źródło:.

## Nagrody i wyróżnienia
- I nagroda Ministra Kultury i Sztuki na konkursie fotografii marynistycznej w Warszawie (1950)
- I nagroda na ogólnopolskich wystawach marynistycznych w Warszawie (1962 i 1972)
- I nagroda Salonu Fotografii Polski Północnej „Złocisty Jantar” (1962)
- I nagroda redakcji „Prawda” w Moskwie (1972)
- I nagroda w konkursie SDP i Gdańskiego Towarzystwa Przyjaciół Sztuki nt. budowy Portu Północnego (1973)
- Nagroda Prezydenta Miasta Gdyni za całokształt twórczości artystycznej i prasowej (1974)
- Grand Prix na II Międzynarodowej Wystawie Marynistycznej w Rostocku (1976)
- Nagroda Ministra Handlu Zagranicznego i Gospodarki Morskiej
- Nagroda Ministra Żeglugi (trzykrotnie)
- Bursztynowy Notes – nagroda gdańskiego środowiska dziennikarskiego za całokształt pracy (2005)

Źródło:.